# Oxyporus subflavus
Oxyporus subflavus är en svampart som först beskrevs av Lloyd, och fick sitt nu gällande namn av D.A. Reid 1973. Oxyporus subflavus ingår i släktet Oxyporus, klassen Agaricomycetes, divisionen basidiesvampar och riket svampar.   Inga underarter finns listade i Catalogue of Life.